# Selección femenina de golbol del Reino Unido
La selección femenina de golbol del Reino Unido es el equipo nacional femenino de Reino Unido. Participa en competiciones internacionales de golbol.

## Participaciones

### Juegos Paralímpicos
En los Juegos Paralímpicos de 1988, el equipo terminó octavo. El equipo compitió en los Juegos Paralímpicos de 2000 en Sídney, donde terminó quinto.

### Campeonatos del mundo
Los Campeonatos del Mundo de 1986 se llevaron a cabo en Roermond, Países Bajos. El equipo fue uno de los diez equipos que participaron y terminaron séptimos en la general. El Campeonato del Mundo de 1998 se celebró en Madrid, España. El equipo fue uno de los once equipos participantes y terminaron cuartos en la general.

### Campeonatos europeos
En 2005, el Campeonato de Europa se celebró en Neerpelt, Bélgica. Con diez equipos compitiendo, el equipo terminó noveno. La Federación Turca de Deportes para Ciegos organizó el Campeonato Europeo de Golbol de 2007 en Antalya, Turquía, con 11 equipos compitiendo en la competición femenina. El equipo terminó noveno. Múnich, Alemania fue sede del Campeonato de Europa de 2009 con la participación de once equipos. El equipo terminó el evento en primer lugar. El equipo compitió en el Campeonato de Europa de 2013 en Turquía, donde terminó octavo.

### Juegos Mundiales
Los Campeonatos y Juegos Mundiales de IBSA 2007 se llevaron a cabo en Brasil. La competición de goalball femenino incluyó a trece equipos, incluido éste. La competencia fue un evento clasificatorio para los Juegos Paralímpicos de Verano de 2008 . Maria Tzalla fue novena en la competencia en anotar con 12 puntos.

### Historial competitivo
La siguiente tabla contiene los resultados de los partidos individuales del equipo en partidos y competiciones internacionales.
| Año  | Evento                         | Adversario   | Fecha               | Lugar            | Local | Visita | Ganador      | Ref.  |
| ---- | ------------------------------ | ------------ | ------------------- | ---------------- | ----- | ------ | ------------ | ----- |
| 2007 | Campeonato Europeo de Golbol   | Países Bajos | 25 de abril         | Antalya, Turquía | 4     | 5      | Países Bajos | [ 2 ] |
| 2007 | Campeonato Europeo de Golbol   | Alemania     | 25 de abril         | Antalya, Turquía | 1     | 2      | Alemania     | [ 2 ] |
| 2007 | Campeonato Europeo de Golbol   | Ucrania      | 26 de abril         | Antalya, Turquía | 5     | 2      | Ucrania      | [ 2 ] |
| 2007 | Campeonato Europeo de Golbol   | España       | 26 de abril         | Antalya, Turquía | 3     | 0      | España       | [ 2 ] |
| 2007 | Campeonato Europeo de Golbol   | Turquía      | 27 de abril         | Antalya, Turquía | 8     | 4      | Gran Bretaña | [ 2 ] |
| 2007 | Campeonato Europeo de Golbol   | Rusia        | 27 de abril         | Antalya, Turquía | 7     | 3      | Gran Bretaña | [ 2 ] |
| 2007 | Campeonatos y Juegos Mundiales | Grecia       | 31 de julio         | Brasil           | 1     | 4      | Gran Bretaña | [ 5 ] |
| 2007 | Campeonatos y Juegos Mundiales | Suecia       | 1 de agosto         | Brasil           | 1     | 3      | Suecia       | [ 5 ] |
| 2007 | Campeonatos y Juegos Mundiales | Italia       | 1 de agosto         | Brasil           | 6     | 2      | Gran Bretaña | [ 5 ] |
| 2007 | Campeonatos y Juegos Mundiales | Alemania     | 2 de agosto         | Brasil           | 1     | 5      | Alemania     | [ 5 ] |
| 2007 | Campeonatos y Juegos Mundiales | Irán         | 3 de agosto         | Brasil           | 7     | 9      | Gran Bretaña | [ 5 ] |
| 2007 | Campeonatos y Juegos Mundiales | Finlandia    | 4 de agosto         | Brasil           | 3     | 4      | Gran Bretaña | [ 5 ] |
| 2007 | Campeonatos y Juegos Mundiales | Japón        | 5 de agosto         | Brasil           | 0     | 5      | Japón        | [ 5 ] |
| 2009 | Campeonato Europeo de Golbol   | España       | 24 de agosto        | Múnich, Alemania | 2     | 7      | Gran Bretaña | [ 3 ] |
| 2009 | Campeonato Europeo de Golbol   | Finlandia    | 24 de agosto        | Múnich, Alemania | 10    | 3      | Finlandia    | [ 3 ] |
| 2009 | Campeonato Europeo de Golbol   | Alemania     | 25 de agosto        | Múnich, Alemania | 2     | 9      | Gran Bretaña | [ 3 ] |
| 2009 | Campeonato Europeo de Golbol   | Israel       | 26 de agosto        | Múnich, Alemania | 0     | 7      | Gran Bretaña | [ 3 ] |
| 2009 | Campeonato Europeo de Golbol   | Turquía      | 27 de agosto        | Múnich, Alemania | 3     | 8      | Gran Bretaña | [ 3 ] |
| 2009 | Campeonato Europeo de Golbol   | Rusia        | 28 de agosto        | Múnich, Alemania | 3     | 4      | Gran Bretaña | [ 3 ] |
| 2009 | Campeonato Europeo de Golbol   | Finlandia    | 29 de agosto        | Múnich, Alemania | 7     | 5      | Gran Bretaña | [ 3 ] |
| 2009 | Campeonato Europeo de Golbol   | Dinamarca    | 29 de agosto        | Múnich, Alemania | 7     | 3      | Gran Bretaña | [ 3 ] |
| 2013 | Campeonato Europeo de Golbol   | Suecia       | 1 a 11 de noviembre | Konya, Turquía   | 4     | 9      | Gran Bretaña | [ 4 ] |
| 2013 | Campeonato Europeo de Golbol   | Ucrania      | 1 a 11 de noviembre | Konya, Turquía   | 5     | 2      | Ucrania      | [ 4 ] |
| 2013 | Campeonato Europeo de Golbol   | Rusia        | 1 a 11 de noviembre | Konya, Turquía   | 10    | 4      | Rusia        | [ 4 ] |
| 2013 | Campeonato Europeo de Golbol   | Finlandia    | 1 a 11 de noviembre | Konya, Turquía   | 9     | 3      | Finlandia    | [ 4 ] |
| 2013 | Campeonato Europeo de Golbol   | Turquía      | 7 de noviembre      | Konya, Turquía   | 13    | 3      | Turquía      | [ 4 ] |
| 2013 | Campeonato Europeo de Golbol   | Ucrania      | 8 de noviembre      | Konya, Turquía   | 2     | 1      | Ucrania      | [ 4 ] |
| 2013 | Campeonato Europeo de Golbol   | España       | 8 de noviembre      | Konya, Turquía   | 2     | 1      | España       | [ 4 ] |

## Estadísticas

### Más goles por competición
| Jugador         | Goles | Competencia                            | Ref.  |
| --------------- | ----- | -------------------------------------- | ----- |
| Emily Luke      | 31    | Campeonato Europeo de Golbol de 2009   | [ 3 ] |
| Jessica Luke    | 11    | Campeonatos y Juegos Mundiales de 2007 | [ 5 ] |
| Ana Sharkey     | 8     | Campeonatos y Juegos Mundiales de 2007 | [ 5 ] |
| Louise Simpson  | 5     | Campeonatos y Juegos Mundiales de 2007 | [ 5 ] |
| Jessica Luke    | 2     | Campeonato Europeo de Golbol de 2009   | [ 3 ] |
| Ana Sharkey     | 2     | Campeonato Europeo de Golbol de 2009   | [ 3 ] |
| Louise Simpson  | 1     | Campeonato Europeo de Golbol de 2009   | [ 3 ] |
| Georgina Bullen | 1     | Campeonato Europeo de Golbol de 2009   | [ 3 ] |